# Jarmila Kšírová
Jarmila Kšírová, provdaná Havlíková, podruhé provdaná Dabernig (29. prosince 1910 Žižkov – 27. listopadu 1983 Východní Berlín) byla česká operní a operetní zpěvačka a filmová herečka.

## Život

### Mládí
Jarmila Kšírová se narodila na Žižkově u Prahy, brzy se s rodiči přestěhovala do Bratislavy. Vystudovala gymnázium, obchodní akademii a pracovala jako úřednice na berním úřadě. V té době rovněž studovala soukromě zpěv u Josefa Egema na Hudební a dramatické akademii v Bratislavě. Její řádnou studentkou se stala až ve 4. ročníku. Absolvovala ji v roce 1931.

### První republika
Do roku 1933 vystupovala ve Slovenském národním divadle, kam ji před svým odchodem z Bratislavy angažoval tehdejší ředitel Oskar Nedbal. Mezi jiným zde dostala titulní roli v operetě Rose Marie Rudolfa Frimla. Roku 1933 přešla do Velké operety v Praze, z počátku vystupovala jako host. Pohostinsky zpívala v letech 1930–1943 v operetě Slovenského národního divadla. Koncem třicátých let 20. století vystupovala s úspěchem v zahraničí – např. v Berlíně, Káhiře, Vídni a Curychu. Na repertoáru měla i klasickou českou hudbu (Smetana, Dvořák, Foerster), se kterou vystupovala koncertně. Účinkovala též v českých filmech.

### Protektorát
V období Protektorátu hostovala často v Německu a Rakousku, český tisk ji charakterizoval slovy „...na říšských scénách zdomácnělá česká pěvkyně...“. V českém protektorátním tisku její jméno objevuje téměř výhradně v souvislosti s filmy uváděnými v kinech.

### Po válce
Po válce čelila spolu s dalším 94 filmovými pracovníky obvinění z kolaborace, vznesenému Disciplinární komisí Svazu filomových pracovníků. Provinění spočívalo v účasti na německých filmech, byla však omilostněna. Usídlila se v Německé demokratické republice (ve Východním Berlíně), kde od roku 1950 pokračovala v umělecké dráze v Komické opeře. V Německu též hrála v několika filmech.
Datum a místo úmrtí uváděla po dlouhou dobu literatura jako neznámé.

### Rodinný život
Ve třicátých letech 20. století žila Jarmila Kšírová v pražské Velehradské ulici, v roce 1940 je její bydliště uváděno Praha II., Na rybníčku 14. Byla dvakrát vdaná. Poprvé 19. listopadu 1942 v Bratislavě, za dr. Alfonse Havlíka, a v roce 1943 se jí narodila dcera Jarmila. (Data sňatků nezjištěna, 23. 10. 1940 uvedla Kinorevue, že není provdána.) Po druhé svatbě, s německým občanem, se jmenovala Kšírová–Dabernig.

## Dílo

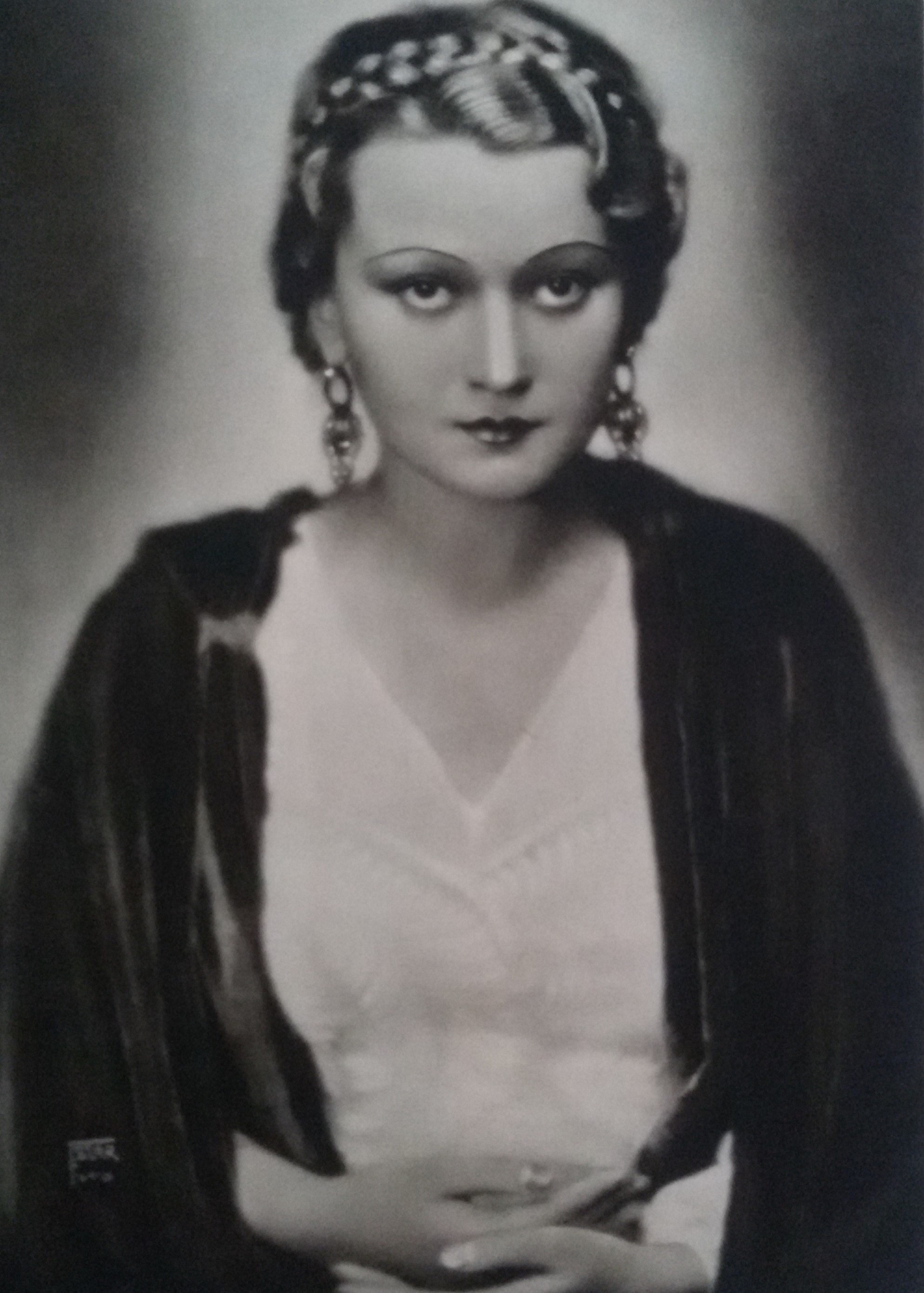
Jarmila Kšírová v Lehárově Giudittě, 1935

### Divadlo
Zpěvačka ve Slovenském národním divadle Bratislava, Velké operetě Praha a v zahraničí.

### Filmografie
České filmy:
- 1940 Štěstí pro dva (role – Soňa Jansová, režie Miroslav Cikán, píseň Tys má pohádka)
- 1939 Veselá bída (role – Marja Marjanovská, režie Miroslav Cikán, píseň Láska brány otevírá)
- 1938 Lucerna (podle hry Aloise Jiráska, role – kněžna, režie Karel Lamač)
- 1935 Barbora řádí (role – Helenina přítelkyně Karla Zemánková, režie Miroslav Cikán)

Německé filmy:
- 1957 Mazurka der Liebe (NDR, Mazurka lásky, podle operety Carl Millöckera Žebravý student, role – hraběnka Palmatica Nowalska),
- 1957 Die Schönste (NDR, Nejkrásnější, role neurčena)
- 1955 Rauschende Melodien (NDR, Opojné melodie, role – Rosalinde von Eisenstein)